# Гвидобальдо да Монтефельтро
Гвидобальдо да Монтефельтро (итал. Guidobaldo da Montefeltro; 17 января 1472, Губбио — 11 апреля 1508, Фоссомброне) — третий герцог Урбино из рода Монтефельтро, кондотьер и покровитель искусств.

## Правитель Урбино
Гвидобальдо да Монтефельтро родился в 1472 году в семье герцога Урбинского Федериго. Он стал шестым ребёнком герцога и Баттисты Сфорца и, несмотря на это, наследником престола: ранее на свет появились пять дочерей. Через десять лет Федериго да Монтефельтро скончался, и Гвидобальдо получил герцогскую корону, а ещё через шесть — в 1488 году — женился на Елизавете Гонзага, сестре маркграфа Мантуанского.
Ремесло кондотьера Гвидобальдо освоил уже с юности, как и многие знатные итальянцы того времени. В первой половине 1490-х годов он участвовал во многих кампаниях на стороне Флоренции и Святого Престола. В конце 1496 года, командуя папскими войсками в битве при Браччиано, Гвидобальдо попал в плен к отрядам Орсини и Вителлоццо Вителли, но вскоре вернулся на свободу.
Летом 1502 года Гвидобальдо был изгнан из Урбино армией сына папы Александра VI — Чезаре Борджиа, стремившегося подчинить себе всю Центральную Италию. Однако уже через год, воспользовавшись смертью Александра VI, Гвидобальдо вернул свой трон. После конфискации имущества Борджиа, проведённой новым папой Юлием II, герцог Урбинский получил 20 000 дукатов в качестве возмещения ущерба, причинённого ему походами Чезаре.
Гвидобальдо да Монтефельтро не имел наследника по прямой линии — их брак с Елизаветой Гонзага был бездетным. Чтобы сохранить независимость Урбино, в 1504 году он усыновил 14-летнего юношу Франческо Мария делла Ровере. Это был хороший выбор: делла Ровере приходился племянником и самому Гвидобальдо, и Юлию II. Союз с понтификом до конца жизни обезопасил герцога Урбинского от посягательств на его владения.

## Государьэпохи Возрождения
Гвидобальдо да Монтефельтро известен не только как полководец и политик, но и как меценат. Во время его правления в Урбино был основан университет, существующий до сих пор. Гвидобальдо оказывал покровительство молодому Рафаэлю — уроженцу города Урбино. B 1506 году Рафаэль написал по заказу Гвидобальдо небольшую картину «Святой Георгий убивает дракона», а также: «Мадонну с безбородым Иосифом» и «Орлеанскую Мадонну» (первые с течением времени оказались в Санкт-Петербургском Эрмитаже, последняя — в музее Конде в Шантийи Шантийи. Великому художнику также приписывают авторство портретов герцога и его жены.
При дворе Гвидобальдо жили знаменитые представители ренессансной культуры Италии, такие как Пьетро Бембо и Бальдассаре Кастильоне. Последний описал высшее урбинское общество в трактате «О придворном» (Il Cortegiano). В нём Кастильоне рассказывает о беседах, которые происходили в кругу приближённых герцогини в марте 1507 года. Тема: каким должен быть идеальный придворный, какие черты ему присущи? Кастильоне рисует образ передового человека эпохи Возрождения — разносторонне образованного и развитого физически, любознательного, стремящегося к совершенству во всём. Правда, писатель оговаривается, что, кроме урбинского, трудно найти такие дворы, где царили бы благородство нравов и уважение к наукам и искусствам.

## Оценки
О нём и его знаменитых преемниках Гвидобальдо и Франческо Мария сказано: «Они возводили здания, заботились о возделывании земель, всегда жили в одном и том же месте и содержали множество людей; народ любил их».
— Якоб Буркхардт, «Культура Возрождения Италии. Опыт исследования» (1860)

Этот человек совмещал в себе таланты полководца и ученого, и во всей Италии не было государя, более любимого своими подданными. Получивший прекрасное образование, покровитель наук и искусств, он собрал редкостную библиотеку и уделял ей все время, свободное от государственных дел.
— Рафаэль Сабатини, «Жизнь Чезаре Борджиа» (1912)

Гвидубальдо унаследовал от отца и военные дарования, и любовь к литературе. Он уже являл более культурный тип тирана, чем Федериго, который все-таки был кондотьером прежде всего. В нём спокойный облик государя рисовался яснее и бурные страсти воина не вырывались наружу, как у его отца или у старого врага Урбино Сиджисмондо Малатеста… Но Гвидубальдо смолоду был болен подагрой
в очень тяжелой форме, и болезнь мешала ему показать всю меру его дарований. Она не дала ему сделаться выдающимся полководцем; она парализовала его дипломатическую дальновидность, которая была так необходима в то тревожное время; она отравила ему семейные радости.
— Алексей Дживелегов, «Очерки итальянского Возрождения» (1929)

## Образ в массовой культуре
Является одним из персонажей сериала Борджиа.

## Комментарии
1. ↑  Федериго да Монтефельтро.